# یواس‌اس باک (دی‌دی-۷۶۱)
یواس‌اس باک (دی‌دی-۷۶۱) (به انگلیسی: USS Buck (DD-761)) یک کشتی بود که طول آن ۱۱۴٫۸ متر (۳۷۷ فوت) بود. این کشتی در سال ۱۹۴۵ ساخته شد.